# Bendorf (Mayen-Coblence)
Pour les articles homonymes, voir Bendorf.
Bendorf est une ville de l'arrondissement de Mayen-Coblence, en Rhénanie-Palatinat, dans l'ouest de l'Allemagne. La ville est située sur la rive droite du Rhin et à environ 7 km au nord de Coblence.
La ville se caractérise par les ruines du château médiéval de Sayn sur la colline, autrefois siège des comtes de Sayn, et le château baroque néo-gothique au pied de la colline, qui est toujours le siège d'une branche de la famille de Sayn-Wittgenstein.

## Illustrations

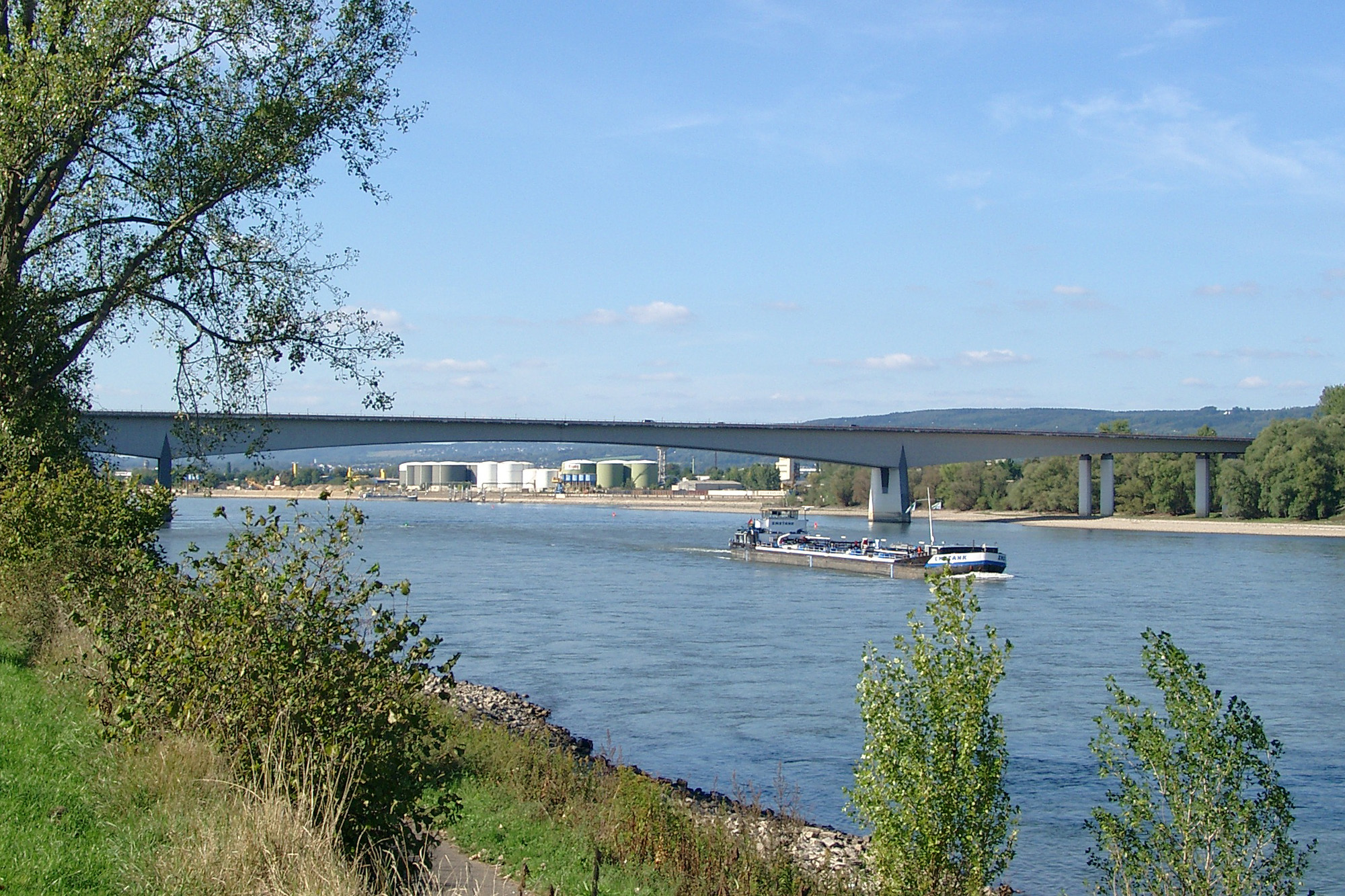
Pont de Bendorf
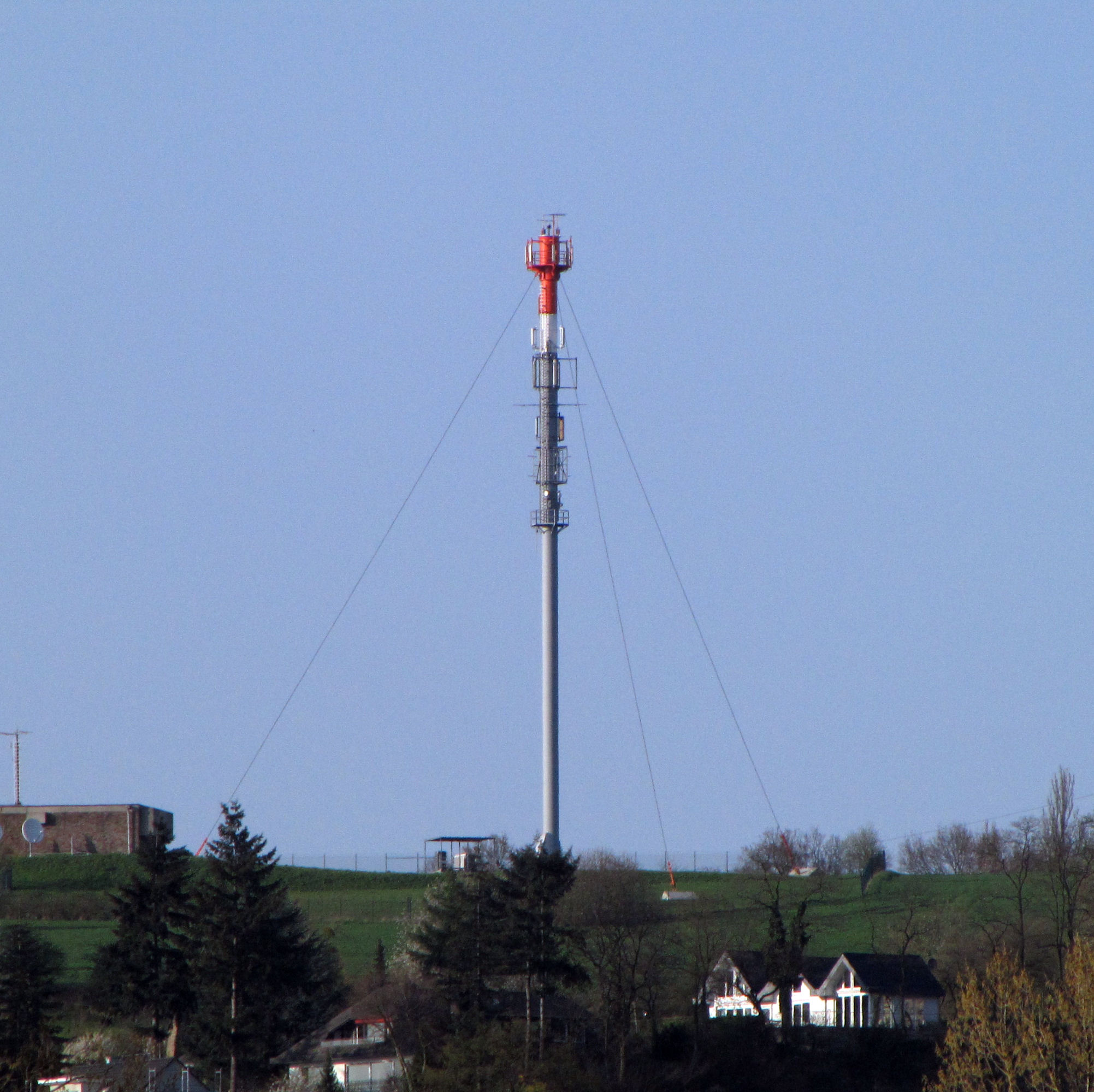
Antenne radio à Bendorf
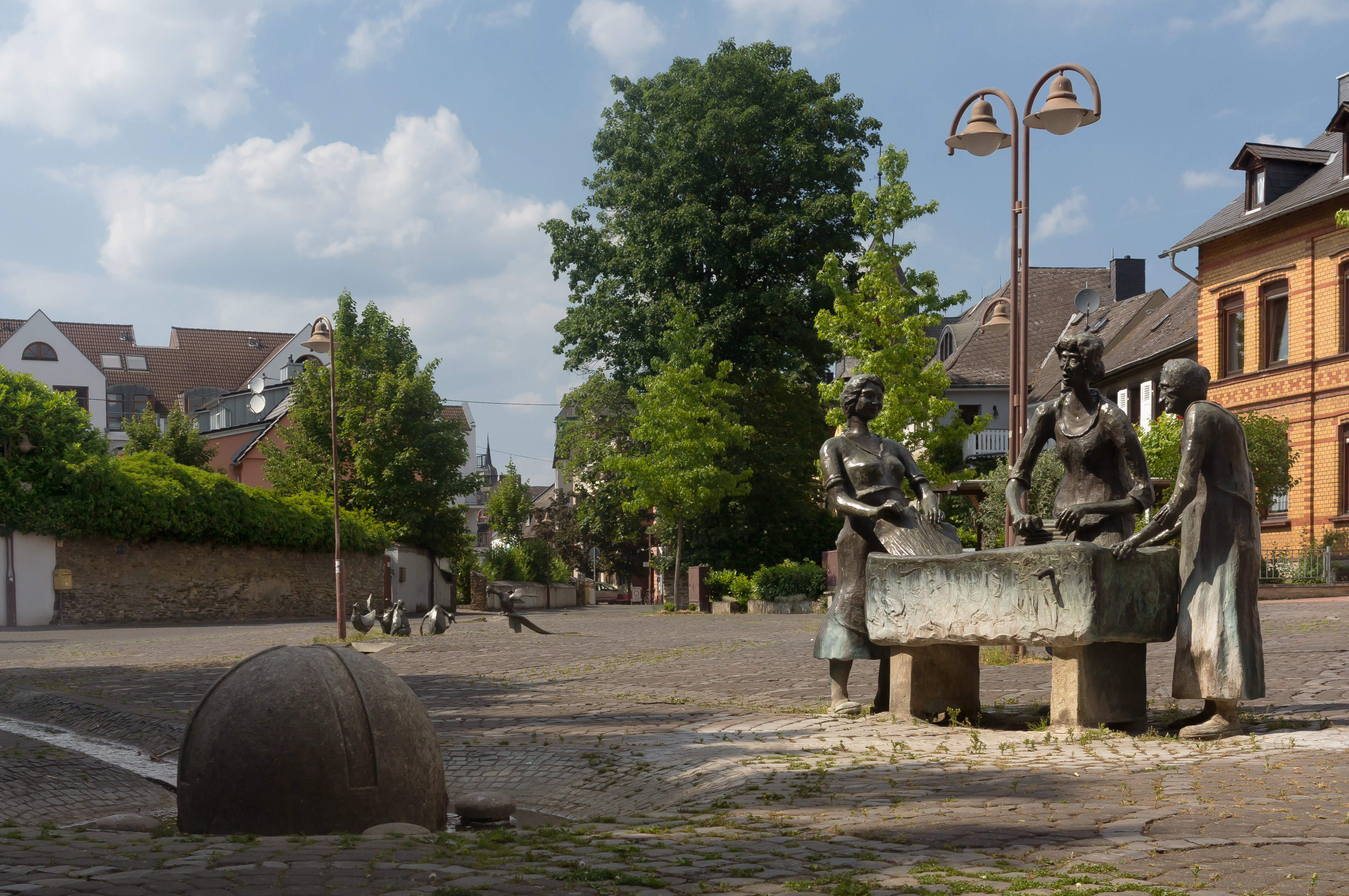
Sculpture

## Personnalités liées à la ville
- Martin Boos (1762-1825), théologien mort à Sayn.
- Erik Reger (1893–1954), écrivain
- Franz Schultheis (1953-), sociologue
- Hermann Junker (1877–1962), égyptologue
- Manfred Pohlmann (1955-), auteur-compositeur-interprète, né à Bendorf
- Theodor Wiegand (1864–1936), archéologue